# Mšaga
La Mšaga (in russo  Мшага?) è un fiume della Russia europea occidentale (oblast' di Novgorod), tributario di sinistra del fiume Šelon'.
Ha origine non lontano dal confine con l'oblast' di Pskov e scorre nel territorio dei rajon Soleckij e Šimskij. Sfocia nel Šelon' a 19 km dalla foce, alcuni chilometri prima del villaggio di Šimsk. Il fiume ha una lunghezza di 106 km, l'area del suo bacino è di 1 540 km². La larghezza dell'alveo è di 15-20 m. Dalla foce alla confluenza con il tributario Kiba, il fiume è abbastanza profondo per la piccola navigazione. Le rive sono basse e paludose, ricoperte di canne.